# Ягнятин
Ягня́тин (укр. Ягнятин) — село на Украине, основано в 1611 году, находится в Ружинском районе Житомирской области. Расположено на реке Раставице.
Код КОАТУУ — 1825287901. Население по переписи 2001 года составляет 1212 человек. Почтовый индекс — 13631. Телефонный код — 4138. Занимает площадь 2,898 км².

## История
Ягнятин, село в Житомирской области. На правом берегу р. Раставицы, около села, городище, состоящее из округлого детинца (диаметром 85 м), окольного города (80 x 90 м) и открытого селища. Здесь, по-видимому, находился древнерусский Неятин, впервые упомянутый в летописи под 1071 г. Детинец городища почти полностью разрушен карьером. По северному и восточному краям поселения сохранились следы вала (ширина основания 7 м) и рва (глубина 4,5 м, ширина 5,5 м). Окольный город с севера и юга отделён балками, а с востока (напольная сторона) — валом и рвом. Культурный слой содержит отложения позднетрипольской культуры, эпохи железного века и древнерусского (XI—XIII вв.) времени.
В XIX веке село Ягнятин было в составе Ружинской волости Сквирского уезда Киевской губернии. В селе была Михайловская церковь.

## Адрес местного совета
13631, Житомирская область, Ружинский р-н, с.Ягнятин, ул.Центральная, 80, тел. 9-43-42;  глава — Тимошенко Владимир Анатольевич.